# Microcosmus madagascariensis
Microcosmus madagascariensis är en sjöpungsart som beskrevs av Wilhelm Michaelsen 1918. Microcosmus madagascariensis ingår i släktet Microcosmus och familjen lädermantlade sjöpungar.
Artens utbredningsområde är Indiska oceanen. Inga underarter finns listade i Catalogue of Life.